# Золотая лига IAAF
«Золотая лига IAAF» (англ. IAAF Golden League) — была ежегодной серией соревнований по лёгкой атлетике, проводившаяся в 1998—2009 годах под эгидой Международной ассоциацией легкоатлетических федераций. Виды спорта для этих соревнований ежегодно устанавливались IAAF. В 2010 году на смену «Золотой лиге» пришла «Бриллиантовая лига».
«Золотая лига» состояла из 6-7 этапов, участие в которых принимали ведущие легкоатлеты мира. Главный приз соревнований на протяжении последних лет существования «Золотой лиги» — джек-пот, равный 1 миллиону долларов США. Чтобы стать обладателем доли джек-пота, легкоатлету необходимо было одержать победы на всех этапах соревнований и принять участие в «Всемирном легкоатлетическом финале».

## История соревнований

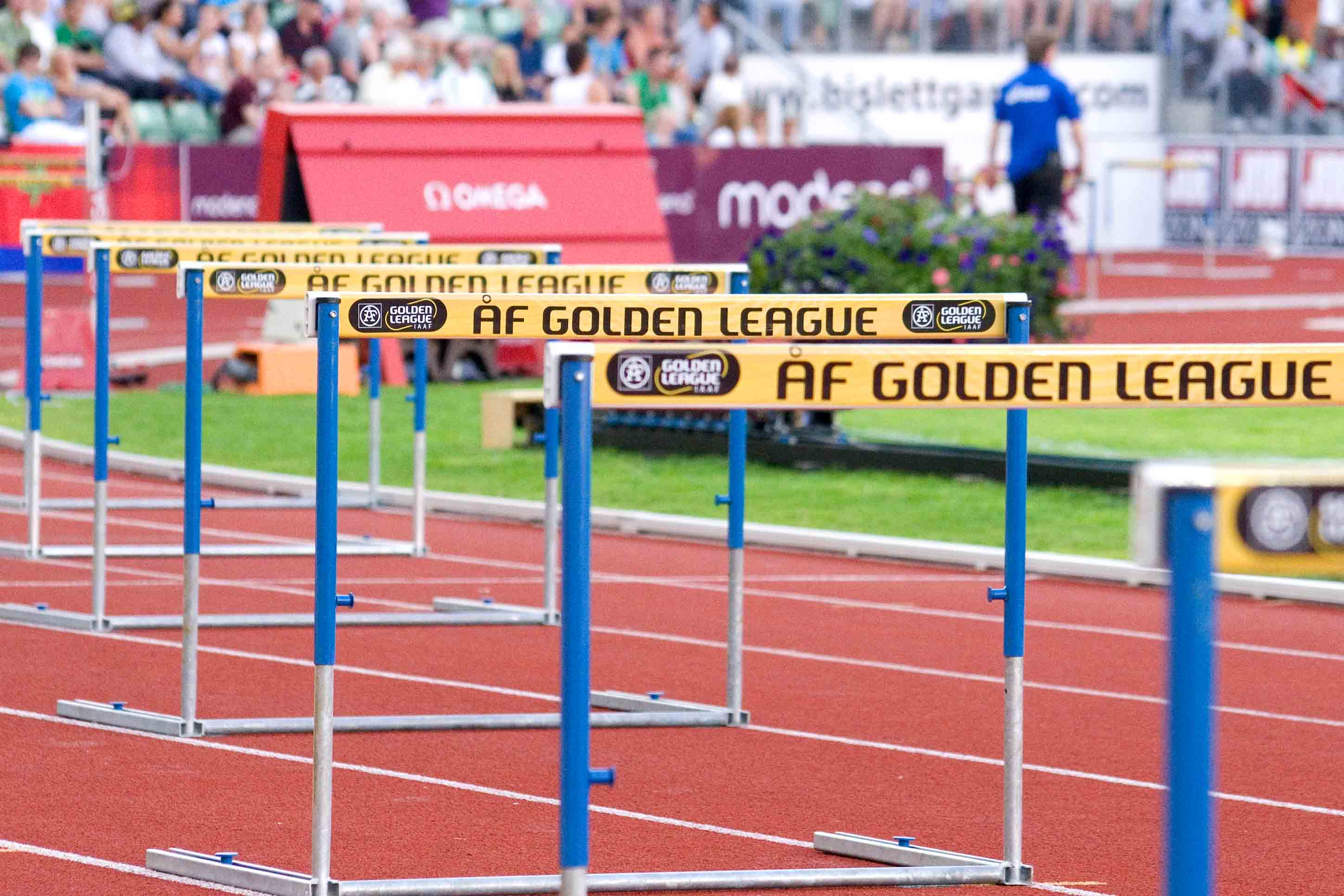

- 1998 год — Впервые проведены в шести городах: Осло, Рим, Монако, Цюрих, Брюссель, Берлин.
- 1999 год — Монако заменен на Париж.
- 2000 год — Приз заменён на 50 кг золота в слитках.
- 2002 год — Приз заменён на 1 000 000 долларов.
- 2004 год — Вместо Осло этап проведен в Бергене из-за переустройства стадиона.
- 2006 год — Структура приза изменилась: 750 000 долларов разыгрываются между легкоатлетами, которые одержат победы на пяти этапах; остальные 250 000 долларов разыгрываются между легкоатлетами, которые одержат победы в шести этапах.
- 2007 год — Весь джек-пот был распределён между участниками, выигравшими все 6 этапов.
- 2009 год — Лига проходила в городах - Берлин, Осло, Рим, Париж, Цюрих и Брюссель.
- 2010 год — вместо Золотой лиги ИААФ начала проводить Бриллиантовую лигу

## Победители
| Год  | Спортсмен(-ка)        | Вид спорта                      | Приз                   |
| ---- | --------------------- | ------------------------------- | ---------------------- |
| 1998 | Хишам Эль-Герруж (1)  | Бег на 1500 м / 1 милю          | 333 333 долларов США   |
| 1998 | Хайле Гебреселассие   | Бег на 5000 м / 10 000 м        | 333 333 долларов США   |
| 1998 | Марион Джонс (1)      | Бег на 100 м                    | 333 333 долларов США   |
| 1999 | Уилсон Кипкетер       | Бег на 800 м                    | 500 000 долларов США   |
| 1999 | Габриэла Сабо         | Бег на 3000 м / 5000 м          | 500 000 долларов США   |
| 2000 | Хишам Эль-Герруж (2)  | Бег на 1500 м / 1 милю / 2000 м | 12,5 кг золота         |
| 2000 | Морис Грин            | Бег на 100 м                    | 12,5 кг золота         |
| 2000 | Трине Хаттестад       | Метание копья                   | 12,5 кг золота         |
| 2000 | Татьяна Котова        | Прыжки в длину                  | 12,5 кг золота         |
| 2001 | Андре Бюше            | Бег на 800 м                    | 8,33 кг золота         |
| 2001 | Хишам Эль-Герруж (3)  | Бег на 1500 м                   | 8,33 кг золота         |
| 2001 | Аллен Джонсон         | Бег на 110 м с барьерами        | 8,33 кг золота         |
| 2001 | Марион Джонс (2)      | Бег на 100 м                    | 8,33 кг золота         |
| 2001 | Виолетта Шекели       | Бег на 1500 м                   | 8,33 кг золота         |
| 2001 | Ольга Егорова         | Бег на 3000 м / 5000 м          | 8,33 кг золота         |
| 2002 | Хишам Эль-Герруж (4)  | Бег на 1500 м                   | 12,5 кг золота         |
| 2002 | Ана Гевара            | Бег на 400 м                    | 12,5 кг золота         |
| 2002 | Марион Джонс (3)      | Бег на 100 м                    | 12,5 кг золота         |
| 2002 | Феликс Санчес         | Бег на 400 м с барьерами        | 12,5 кг золота         |
| 2003 | Мария Мутола          | Бег на 800 м                    | 1 000 000 долларов США |
| 2004 | Кристиан Ульссон      | Тройной прыжок                  | 500 000 долларов США   |
| 2004 | Тоник Уильямс-Дарлинг | Бег на 400 м                    | 500 000 долларов США   |
| 2005 | Татьяна Лебедева      | Тройной прыжок                  | 1 000 000 долларов США |
| 2006 | Асафа Пауэлл          | Бег на 100 м                    | 249 999 долларов США   |
| 2006 | Джереми Уоринер       | Бег на 400 м                    | 249 999 долларов США   |
| 2006 | Саня Ричардс (1)      | Бег на 400 м                    | 249 999 долларов США   |
| 2007 | Елена Исинбаева       | Прыжок с шестом                 | 500 000 долларов США   |
| 2007 | Саня Ричардс (2)      | Бег на 400 м                    | 500 000 долларов США   |
| 2008 | Памела Джелимо        | Бег на 800 м                    | 1 000 000 долларов США |
| 2009 | Саня Ричардс (3)      | Бег на 400 м                    | 333 333 долларов США   |
| 2009 | Елена Исинбаева (2)   | Прыжок с шестом                 | 333 333 долларов США   |
| 2009 | Кенениса Бекеле       | Бег на 3000 м / 5000 м          | 333 333 долларов США   |

## Виды спорта в 2008
- Бег на 100 м — мужчины
- Бег на 200 м — женщины
- Бег на 400 м — мужчины
- Бег на 800 м — женщины
- Бег на 1500 м — мужчины
- Бег на 400 м с барьерами — мужчины
- Бег на 100 м с барьерами — женщины
- Тройной в высоту — женщины
- Метание копья — мужчины
- Прыжки в длину — мужчины

## Список этапов 2009
- Берлин
- Осло
- Рим
- Париж
- Цюрих
- Брюссель